# Daniel Hodge
Daniel Allen Hodge, conosciuto anche come Dan Hodge (Perry, 13 maggio 1932 – Perry, 24 dicembre 2020), è stato un wrestler e lottatore statunitense, specializzato nella lotta libera.
Ha rappresentato gli Stati Uniti d'America ai Giochi olimpici di Melbourne 1956, dove ha vinto la medaglia d'argento nella lotta libera, battuto in finale dal bulgaro Nikola Stančev. A partire dal 1959 si diede al wrestling professionistico vincendo per otto volte il titolo NWA World Junior Heavyweight Championship.

## Carriera

### Wrestling
Allenato da Leroy McGuirk e Ed "Strangler" Lewis, Hodge fece il suo debutto nel mondo del wrestling nell'ottobre 1959. Il primo feud importante di Hodge fu con il National Wrestling Alliance Junior Heavyweight Champion Angelo Savoldi. La sua rivalità con Savoldi causò un bizzarro evento. Il 27 maggio 1960, il padre di Hodge salì sul ring durante un incontro di pugilato tra suo figlio e Savoldi, e sferrò una coltellata a quest'ultimo. Savoldi necessitò di 70 punti di sutura nell'ospedale locale, mentre il padre di Hodge venne arrestato. Il 22 luglio 1960, Hodge sconfisse Savoldi per l'NWA World Junior Heavyweight Championship presso lo Stockyards Coliseum di Oklahoma City.
Hodge vinse la cintura per otto volte in totale nel corso di un decennio, diventando il wrestler ad aver detenuto più volte il titolo. Nel 2007 fu ammesso nella Professional Wrestling Hall of Fame, mentre nel 2010 fu introdotto nella NWA Hall of Fame. Nel 2005 e nel 2012, Hodge apparve in WWE a Raw in occasione di due puntate celebrative in onore di Jim Ross.
Una volta Bret Hart definì Danny Hodge "uno dei più grandi wrestler di sempre", e descrisse il fatto di essere stato nella stessa stanza con lui in occasione della cerimonia di ammissione nella National Wrestling Hall of Fame and Museum del 2008, un "grandissimo onore".

## Titoli e riconoscimenti
- Cauliflower Alley Club
  - Lou Thesz Award (2007)
- George Tragos/Lou Thesz Professional Wrestling Hall of Fame
  - Classe del 2000[5]
- Japan Wrestling Association
  - NWA International Tag Team Championship – con Wilbur Snyder[6]
- NWA Mid-America
  - NWA United States Tag Team Championship (Mid-America Version) (1) – con Lester Welch[7][8]
- NWA Tri-State
  - NWA North American Heavyweight Championship (Tri-State version) (3)[9]
  - NWA United States Tag Team Championship (Tri-State version) (5) – con Skandor Akbar (2), Lorenzo Parente (1), Luke Brown (1), e Jay Clayton (1)
  - NWA World Junior Heavyweight Championship (7/8)1
- NWA Hall of Fame
  - Classe del 2010
- Pro Wrestling Illustrated
  - PWI Stanley Weston Award (1996)
- Professional Wrestling Hall of Fame and Museum
  - Classe del 2007
- Wrestling Observer Newsletter awards
  - Wrestling Observer Newsletter Hall of Fame (Classe del 1996)

1Il conteggio dei titoli non è certo in quanto i resoconti non sono chiari su quando siano iniziati due degli otto regni di Hodge da campione NWA World Junior Heavyweight. Le fonti non indicano in quale o quali territori affiliati all'NWA lottasse Hodge quando vinse la cintura in quelle due occasioni.